# Povoda
Povoda est un village de Slovaquie situé dans la région de Trnava.

## Histoire
Première mention écrite du village en 1380.

## Démographie

### Évolution de la population
| Année:               | 1994. | 2004.   | 2014.    | 2024.   |
| -------------------- | ----- | ------- | -------- | ------- |
| Nombre de personnes: | 724   | 788     | 901      | 968     |
| Différence:          |       | +8,83 % | +14,34 % | +7,43 % |

| Année:               | 2023. | 2024.   |
| -------------------- | ----- | ------- |
| Nombre de personnes: | 994   | 968     |
| Différence:          |       | -2,61 % |